# Notorotaliinae
Notorotaliinae es una subfamilia de foraminíferos bentónicos de la familia Notorotaliidae, de la superfamilia Rotalioidea, del suborden Rotaliina y del orden Rotaliida. Su rango cronoestratigráfico abarca desde el Eoceno medio hasta la Actualidad.

## Discusión
Clasificaciones previas incluían los géneros de Notorotaliinae en la familia Elphidiidae.

## Clasificación
Notorotaliinae incluye a los siguientes géneros:
- Cribrorotalia †
- Cristatavultus
- Discorotalia †
- Notorotalia
- Parrellina
- Porosorotalia †